# 여교황

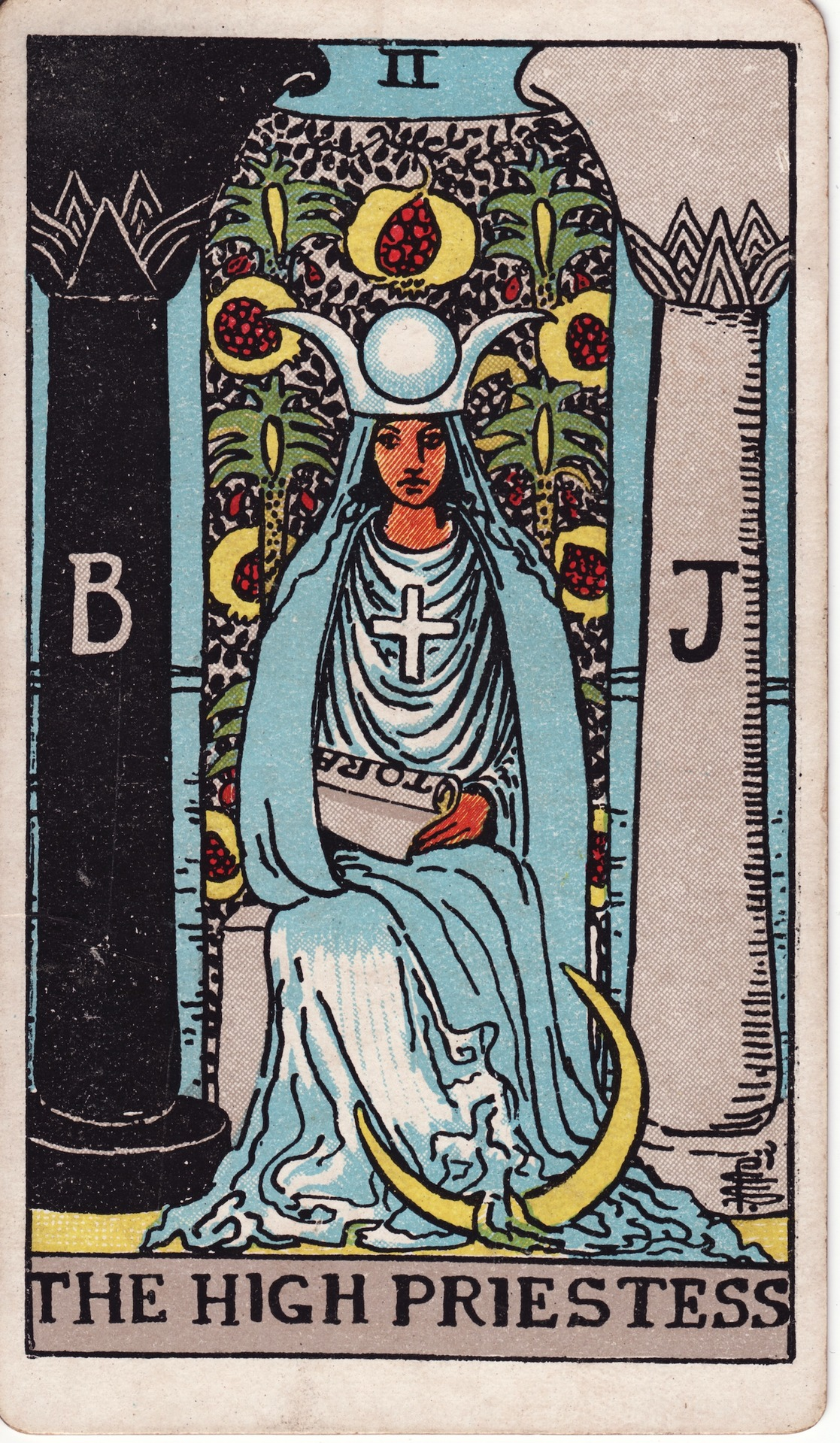
웨이트판 타로의 여교황

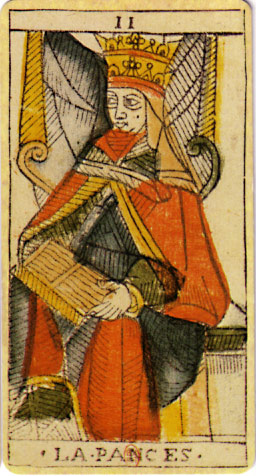
마르세유판 타로의 여교황

여교황(女敎皇, 프랑스어: La Papesse)은 타로의 메이저 아르카나에 속하는 카드의 1매다. 카드 번호는 '2'. 고등여사제(高等女司祭)나 여사제장(女司祭長)으로 불리기도 한다.

## 카드의 의미
아서 에드워드 웨이트의 타로 도해의 해설에서는 '비밀·신비·영지'를 의미한다고 여겨진다.
정위치
미스테리, 직관, 내면의 지식(영지), 무의식(무념무상), 아직 밝혀지지 않은 미래, 지혜, 총명, 비밀, 과학
역위치
열정, 자만, 표면적 지식, 잔혹, 무례함

## 카바라와의 관계
히브리 문자는 기멜(ג), 다만 복수의 이설이 있다. '황금의 새벽단'의 설에서는 케텔과 티파레트의 세피라를 결합하는 경에 관련지었다.

## 점성술과의 대응
이하와 같은 제설이 있다.
- 별자리：금우궁설, 거해궁설, 처녀궁설[1]
- 행성：달설[2], 토성설[3], '수성+달'설[4]

## 우화의 해석
전설상의 인물 여교황 요한나를 모티프로 한다고 말해진다. 기독교(가톨릭교회)에선 여성이 사제 이상으로 수품하는 것을 인정하지 않기 때문에, 가톨릭의 세계에서는 현실에는 있을 수 없는 것으로서 다루어지는 '여교황'은 자주 '반교황'의 상징으로 여겨진다. 마르세유판에 그려지는 '여교황'은 동판의 '교황'과 같은 쓰개(교황관)을 머리에 실어 이 여성이 가장 높은 정도의 인물인 것을 나타낸다. 쓰개의 안쪽으로부터 머리 전체를 가리는 흰 베일로부터, 이 여성이 수녀 혹은 비구니같은 성직에 종사하고 있는 것을 나타내, 동시에 처녀인 것을 표현하고 있다. 여성이 가진 서적은 토라의 책이다고 해석되는 것이 일반적이고 '고도의 지식이나 학문의 상징'이라고 여겨진다.
웨이트판 타로의 검은 기둥에 있는 'B'는 '보아즈 (Boaz)'로 어둠을, 흰 기둥에 있는 'J'는 '야힌 (Jachin)'로 빛을 의미한다. 각각 예루살렘 신전에 있었다고 여겨지는 동명의 기둥에 유래하는 이미지이다. 마르세유판엔, 그려지는 서적이 보는 사람의 측에 열려 그 지식을 하사하려 하고 있는 구도인데 비해,  웨이트판엔 베일로 반 숨어 있다. 이것은 '우주의 진리는 인간에게는 이해할 수 없다'는 것을 의미한다.